# 자바펜
자바펜은 대한민국의 문구류 유통 회사이다. 1997년 9월 1일 "자바상사"라는 상호로 시작된 자바펜은 한국빠이롯드에서 근무하던 기술자들이 주축이 되었으며, 2002년 FIFA 월드컵 때에는 FIFA의 공식 필기구 OEM 업체로 선정되어 납품하기도 했다. 중 · 저가의 만년필이 주력 품목으로, 제품 순수 국산화를 지향한다. 단, 펜촉은 독일의 슈미트(Schmidt)에서 수입하고 있다.